# Identificación de sistemas

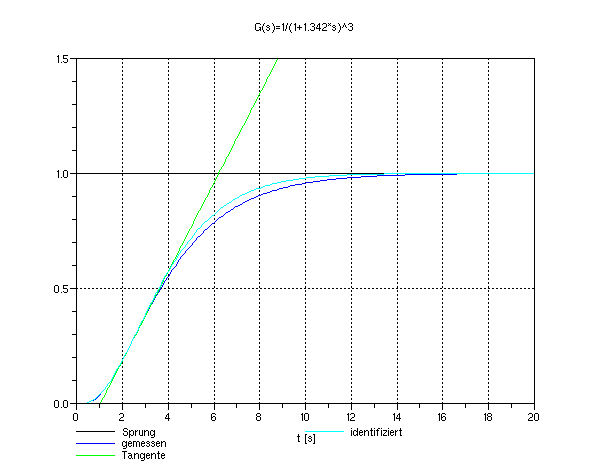
Según su relación con el medio ambiente. Pueden ser abiertos (si se comunican con el medio ambiente) o cerrados (si no se comunican).Según su origen. Según sus relaciones. Según su comportamiento en el tiempo.

En la ingeniería de control, el campo de identificación de sistemas usa métodos estadísticos para crear modelos matemáticos de sistemas dinámicos a partir de valores medidos. La identificación de sistemas también abarca el diseño óptimo de los experimentos para generar eficientemente información útil para aproximar dichos modelos.

## Resumen
En este contexto un modelo dinámico es una descripción matemática del comportamiento dinámico del sistema o el proceso, tanto en el dominio del tiempo como en el dominio frecuencial.
Ejemplos:
- Procesos físicos como el movimiento de un cuerpo en caída libre bajo el efecto de la gravedad
- Procesos económicos como el stock de mercados que reaccionan frente a influencias externas.